# Winston Chao
Pour les articles homonymes, voir Chao.
Winston Chao , né Wen-hsuan Chao le 9 juin 1960 à Taiwan, est un acteur taïwanais d'origine chinoise. Il est venu à l'attention internationale pour sa performance dans le film de 1993 The Wedding Banquet ou  Garçon d'honneur en français ainsi que dans le film indien Kabali.

## Biographie
Il a grandi à Taiwan, mais ses parents sont natifs de Laiyang, Shandong, en Chine. Winston a été commissaire d'aviation pendant sept ans et n'avait jamais joué dans un film lorsque Ang Lee l'a choisi pour son film  Garçon d'honneur (1993). Ils passaient trois à quatre heures par jour ensemble pour apprendre l'art de jouer. Lee l'embauche plus tard pour le film Salé, sucré (1994). Son père était un enseignant et un expert en histoire de la Chine. Winston coopère avec la "China Soong Ching Ling Foundation" et fait un don à cette organisation chaque fois qu'il joue le personnage de Yat-sen Sun.
Il est également connu pour ses rôles dans Red Rose White Rose et Eat Drink Man Woman, ainsi que pour ses cinq représentations de Sun Yat-sen, notamment dans les films The Soong Sisters (1997), Road to Dawn (2007). On le retrouve aussi dans le film 1911 sur le 100e anniversaire de la révolution chinoise, aux côtés de Jackie Chan, ce dernier a aussi réalisé avec Zhang Li. Ses rôles télévisuels notables incluent l'adaptation de la pièce Thunderstorm de Cao Yu (1997), un double rôle dans le drame historique Palace of Desire, la mini-série biographique The Legend of Eileen Chang (2004), le drame historique Da Tang Fu Rong Yuan (2007), l'adaptation du roman de Ba Jin, Cold Nights (Han ye, 2009), et la représentation de Confucius (2011). Dans le film Kabali (2016), il joue un rôle crapuleux face à Rajinikanth. Il joue parfois sous son nom de baptême Wen-hsuan Chao et on le retrouve aussi sous son patronyme d'acteur Winston Chao, celui-ci se trouve modifié parfois pour devenir Wenxuan Zhao.

## Filmographie
- Sont inscrits les titres des films ainsi que le nom des personnages joués par l'acteur.
Cinéma
- 1993 : Garçon d'honneur (The Wedding Banket) d'Ang Lee : Wai-Tung Gao
- 1993 : Xiang fei - Ao kong shen ying d'Ao-Hsin Chin (sous le pseudonyme de Wen-hsuan Chao)
- 1994 : Xin tong ju shi dai (In Between), segment « Weihun mama » de Sylvia Chang : Wong Man Fai
- 1994 : Salé, sucré (Eat Drink Man Woman) d'Ang Lee : Li Kai
- 1994 : Hong mei gui bai mei gui (Red Rose White Rose) de Stanley Kwan : Tung Chen-pao / Tong Zhen-bao
- 1995 : Xiu Xiu han ta de nan ren de Henry Fong : Li Zhao
- 1995 : Wo yao huo xia qu de Raymond Lee : Ko Chun (sous le pseudonyme de Wen-hsuan Chao)
- 1996 : Xin die xue shuang xiong de Clarence Yiu-leung Fok : Chiu Kwok-ho
- 1996 : Zai mo sheng de cheng shi de Chi Yin : Xiang Guo-chien
- 1996 : Tonight Nobody Goes Home (Jin tian bu hui jia) de Sylvia Chang : Chen Siming
- 1996 : Tan qing shuo ai de Xin Lee : Wen Shan
- 1997 : Les Sœurs Soong (Song jia huang chao) de Mabel Cheung : Sun Yat-sen
- 1997 : Intimates (Zi shu) de Jacob Cheung : Hua
- 1997 : Island of Greed de Michael Mak (en) : Ngai Kin-kwok
- 1997 : Destination: 9th Heaven (Chong shang jiu chong tian) de Chun-Man Wong : Chin Ching
- 1998 : A Little Life-Oper (Yi sheng yi tai xi) d'Allen Fong : Sanpeng
- 1998 : Burning Harbor (Ran shao de gang wan) de Xiepu Li : Sato (sous le pseudonyme de Wenxuan Zhao)
- 2002 : Le Talisman (Tian mai chuan qi) de Peter Pau : le père de Yin
- 2007 : Ye ming de Derek Chiu : Sun Yat-sen
- 2011 : 1911 : Révolution (Xin hai ge ming) de Zhang Li et Jackie Chan - Sun Yat-sen
- 2012 : Fei chang ying jiu de Jian Mao et Bo Xu : Chu Fucheng
- 2013 : The Palace (Gong suo Chenxiang) d'Anzi Pan : l'empereur Kangxi
- 2015 : Zhong Kui fu mo: Xue yao mo ling - Zhang Daoxian
- 2015 : Wan wan mei xiang dao - Murong Hao (Joue sous le nom Winston Chao)
- 2016 : Chinese Wine - Boss Hua (Wenxuan Zhao)
- 2016 : Da Tang Xuan Zang - Empereur Taizong de Tang Li Shimin
- 2016 : La Filature - Victor Wong
- 2016 : Kabali - Tony Lee
- 2018 : En eaux troubles - Dr. Minway Zhang

Séries Télé
- 1997 : Qian qiu jia guo meng - Xu Baiting / Xu Chongzhi
- 1997 : Gui hang - Gu Li
- 1999 : Lü yi hong niang - Ho Wei (Wen-hsuan Chao)
- 2000 : Jiayuan - Lin Huaizhong
- 2000 : Da Ming Gong Ci - Xue Shao / Zhang Yizhi (Wenxuan Zhao)
- 2001 : Sun Zhongshan - Sun Zhongshan
- 2001 : Xing meng lian ren - Huo Da
- 2001 : A War Diary - Cher de la Résistance
- 2002 : Qian Wang - Wang Chi
- 2002 : Hu xiao cangqiong - Xiao Tai Ping
- 2003 : Yuxue nan'er - Chen Hai
- 2004 : Ta tsung hai shang lai - Chang Ai-ling chuan chi - Hu Lancheng
- 2004 : Guo bao - Fan Sicheng
- 2006 : Tian he ju - Wang Hongtu
- 2006 : Da bao zha - Wu Gang
- 2007 : Da Tang Fu Rong Yuan - Empereur Xuanzong de Tang (Wenxuan Zhao)
- 2009 : Han ye - Wang Wenxuan
- 2009 : Da guo yi - Guo Yishan
- 2009 : Duishou - Wen Weijun
- 2010 : Tie jian dan daoyi - Sun Zhongshan
- 2010 : Da wu xia de ya huan - Chen Tianheng
- 2010 : Xiao xiang lu 1 hao - Tong Shuangwei
- 2011 : Hai xia wang shi - Lin Wenxuan
- 2011 : Tian xing jian - Zhou Zixuan
- 2011 : Hu guo jun hun chuan qi - Liang Qichao
- 2011 : Kongzi - Kong Zi / Confucius (Wenxuan Zhao)
- 2011 : Tuanyuan - Liu Yu
- 2011 : Wu Zetian mi shi - Li Zhi / Empereur Gaozong (âge moyen)
- 2012 : Shouwang de tiankong - Yuan Weiguo
- 2012 : Sui Tang yingxiong - Yang Guang (Wenxuan Zhao)
- 2013 : Chuang tian xia - Zhao Tianfu (Wenxuan Zhao)
- 2013 : Qianjin gui lai (5 Épisodes) - Pan Weisen
- 2013 : Wu yue chuan qi - King Yimouxun (Wenxuan Zhao)
- 2014 : Legend of the Last Emperor - Winston Chao Puyi, le dernier Empereur (Joue sous le nom de Zhao Wenxuan)
- 2015 : Lonely Gourmet Taipei - Wu Lang (Joue sous son nom Chao Winston)
- 2015 : Kodoku no gurume Épisode 5.5 - Rôle non défini
- 2015 : Mi yue zhuan - Roi Wei de Chu
- 2018 : Negotiator 5 Épisodes - Xie Tianyou

Film télévisé
- 2005 : Sui feng er qu - Hu Weichen